# نجيب عبد الرزاق
محمد نجيب بن تون الحاج عبد الرزاق (من مواليد 23 يوليو 1953) سياسي ماليزي شغل منصب رئيس الوزراء السادس لماليزيا من أبريل عام 2009 حتى مايو عام 2018. وهو ابن رئيس وزراء سابق آخر، عبد الرزاق حسين. كان نجيب رزاق رئيس ائتلاف الجبهة الوطنية من أبريل عام 2009 حتى مايو عام 2018 ورئيس المنظمة الوطنية الملايوية المتحدة من نوفمبر عام 2008 حتى مايو عام 2018، التي أبقت السيطرة على الحكومة الماليزية بأغلبية برلمانية لأكثر من ستين عامًا حتى هزيمة التحالف في الانتخابات العامة 2018. يُلقب حاليًا بأبو التحول (بابا ترانسفورفاسي).
انتُخب نجيب لعضوية برلمان ماليزيا في عام 1976، عن عمر يناهز 23 عامًا، ليحل محل والده المتوفى في مقعد بيكان في ولاية فهغ. في نفس العام، نُصب رئيسًا لفرع بيكان لشباب المنظمة الوطنية الملايوية المتحدة وأصبح عضوًا في المجلس التنفيذي لجناح الشباب. في السنوات الأولى من حياته السياسية، تولى نجيب منصب نائب رئيس الوزراء في عام 1976، وبين عامي 1982 و1986، كان وزير فهغ الأول. بعد ذلك، حتى عام 2009، تناوب في مجلس الوزراء الماليزي، وتولى مناصب وزارية مختلفة في مجالات الدفاع والتعليم والثقافة والشباب والرياضة، وأخيرًا المالية. بين عامي 1993 و2009، كان نجيب نائب رئيس المنظمة الوطنية الملايوية المتحدة.
تميزت فترة نجيب كرئيس للوزراء، بين عامي 2009 و2018، بإجراءات التحرير الاقتصادي، مثل خفض الدعم الحكومي، وتخفيف القيود على الاستثمار الأجنبي، والتخفيضات في الإجراءات التمييزية العرقية تجاه شعب الملايو في مجال الأعمال. بعد انتخابات عام 2013، تميزت حكومته بملاحقة عدد من منتقديها بتهم التحريض على الفتنة، وسجن زعيم المعارضة أنور إبراهيم بعد إدانته باللواط، وتطبيق ضريبة السلع والخدمات، وفضيحة تخص شركة الاستثمار الحكومية 1 ماليزيا ديفيلوبمينت بيرهاد، ما أدى إلى مسيرات تطالب باستقالة نجيب، بقيادة حركة بيرسه الشعبية. بلغت هذه الاحتجاجات ذروتها في إعلان المواطنين الماليزيين عن طريق مهاتير محمد وتحالف الأمل والمنظمات غير الحكومية للإطاحة بنجيب. 
رد نجيب على اتهامات الفساد بإحكام قبضته على السلطة من خلال استبدال نائب رئيس الوزراء، وتعليق صحيفتين، وفرض مشروع قانون مثير للجدل لمجلس الأمن القومي على البرلمان يمنح رئيس الوزراء سلطات غير مسبوقة. ساهمت تخفيضات الدعم الحكومي التي أجراها نجيب في ارتفاع تكاليف المعيشة، بينما أدت تقلبات أسعار النفط بالإضافة إلى التداعيات من فضيحة الصندوق السيادي الماليزي (1 ماليزيا ديفيلوبمينت بيرهاد) إلى انخفاض مستمر في قيمة العملة الماليزية. انتهت هذه بخسارة ديوان الرعية للأغلبية لصالح الجبهة الوطنية في الانتخابات العامة 2018، وقبل نجيب بعد ذلك بنتائج الانتخابات ووعد بالمساعدة في تسهيل انتقال السلطة. ما يزال نجيب عضوًا في البرلمان الماليزي.
في 3 يوليو عام 2018، ألقي القبض على نجيب من قبل هيئة مكافحة الفساد الماليزية، بعد التحقيق في عملية تحويل 42 مليون رينغيت ماليزي (10.6 مليون دولار أمريكي) من شركة إس.آر.سى انترناشيونال، وهي مرتبطة بشركة 1 ماليزيا ديفيلوبمينت بيرهاد، إلى حساب نجيب المصرفي. في غضون ذلك، صادرت الشرطة عددًا من إكسسوارات الأزياء بقيمة 273 مليون دولار أثناء البحث في ممتلكاته. اتُهم نجيب لاحقًا بإساءة استخدام السلطة، وتهم متعلقة بخيانة الأمانة وغسيل الأموال، والتلاعب بتقرير مراجعة تابع لشركة 1 ماليزيا ديفيلوبمينت بيرهاد. في 28 يوليو عام 2020، أدانت المحكمة العليا نجيب في جميع التهم السبع المتعلقة بإساءة استخدام السلطة، وغسيل الأموال، وخيانة الأمانة، ليصبح أول رئيس وزراء لماليزيا يُدان بالفساد، وحُكم عليه بالسجن لمدة 12 سنة ودفع غرامة بقيمة 210 مليون رينغيت ماليزي.

## النشأة والشخصية
ولد نجيب في 23 يوليو عام 1953 في المقر الرسمي لوزير دولة فهغ في بوكيت بيوس، كوالا ليبيس، فهغ. نجيب هو الابن الأكبر من بين ستة أبناء لرئيس الوزراء الماليزي الثاني، عبد الرزاق، وابن شقيق رئيس الوزراء الثالث حسين أون. يدير شقيقه الأصغر، داتو سري محمد نذير عبد الرزاق، ثاني أكبر شركة خدمات مالية في البلاد، شركة برهاد الماليزية التجارية (Bumiputra-Commerce Holdings Bhd). يعد نجيب أيضًا أحد النبلاء الأربعة في دار المكمور (الديوان الملكي) في فهغ بفضل لقبه الموروث، اورغ كاي ايندرا شهبندر. تلقى تعليمه الابتدائي والثانوي في معهد سانت جون، كوالالمبور. التحق لاحقًا بكلية مالفيرن في ورشستر، إنجلترا، ثم التحق بجامعة نوتنغهام، إذ حصل على درجة البكالوريوس في الاقتصاد الصناعي عام 1974، وعاد نجيب رزاق إلى ماليزيا في عام 1974 ودخل عالم الأعمال، وعمل لفترة وجيزة في البنك المركزي الماليزي ولاحقًا مع شركة بتروناس (شركة النفط الوطنية الماليزية) مديرًا للشؤون العامة.

## مهنتة السياسية المبكرة

### انتخابه البرلمان وتعيينه وزيرًا أول لفهغ
انتُخب الابن الأكبر لرئيس الوزراء الماليزي، عبد الرزاق حسين، لعضوية البرلمان الماليزي في عام 1976 ليحل محل والده المتوفى في مقعد بيكان في ولاية فهغ. كان الحزن الشديد الذي ساد على المستوى الوطني بعد وفاة تون رزاق واحترام البلاد له هو ما ساعد نجيب على الفوز في الانتخابات دون معارضة وأصبح عضو في البرلمان في سن مبكرة جدًا. في عام 1986 أعيد انتخاب نجيب لنفس المقعد. 
من عام 1982 حتى عام 1986، كان نجيب وزيرًا أولًا في فهغ، قبل أن يشغل مناصب وزارية مختلفة طوال الفترة المتبقية من الثمانينيات والتسعينيات من القرن العشرين، بما في ذلك الدفاع والتعليم. في عام 2004 أصبح نائبًا لرئيس الوزراء في عهد رئيس الوزراء عبد الله أحمد بدوي، وحل محله عام 2009. تحت قيادته، فاز الجبهة الوطنية في انتخابات عام 2013، رغم فوز المعارضة لأول مرة في تاريخ ماليزيا بأغلبية الأصوات الشعبية.
تعين نجيب لأول مرة في مجلس الوزراء الماليزي في سن الخامسة والعشرين عندما نُصب نائبًا لوزير الطاقة والاتصالات والبريد في عام 1978، ليصبح بذلك أصغر نائب وزير في البلاد. شغل منصب وزير أول لولاية فهغ بين عامي 1982 و1986، وأصبح أصغر وزير أول في الولاية يتولى هذا المنصب عندما أدى القسم في سن التاسعة والعشرين. في عام 1986، نُصب وزيرًا للثقافة والشباب والرياضة في حكومة مهاتير محمد. ركز على تحسين الرياضة الماليزية وقدم السياسة الرياضية الوطنية في عام 1988. في عام 1989، حققت ماليزيا أفضل أداء لها على الإطلاق في ألعاب جنوب شرق آسيا التي أُقيمت في كوالالمبور.

## روابط خارجية
- نجيب عبد الرزاق على موقع IMDb (الإنجليزية)
- نجيب عبد الرزاق على موقع الموسوعة البريطانية (الإنجليزية)
- نجيب عبد الرزاق على موقع مونزينجر (الألمانية)
- نجيب عبد الرزاق على موقع قاعدة بيانات الفيلم (الإنجليزية)